# Penstemon idahoensis
Penstemon idahoensis är en grobladsväxtart som beskrevs av N.Duane Atwood och S.L. Welsh. Penstemon idahoensis ingår i släktet penstemoner, och familjen grobladsväxter. Inga underarter finns listade i Catalogue of Life.